# Programmations des Francofolies des années 2020
Pour un article plus général, voir Francofolies.
Cet article présente les programmations des Francofolies des années 2020.

## Édition 2020
L'édition 2020 des Francofolies est reportée à la suite de la pandémie de la Covid-19[source insuffisante].
Le Festival devait se dérouler du 10 au 14 Juillet 2020 :
| Scènes                                | Mercredi 10                                                                              | Jeudi 11                                     | Vendredi 12                                    | Samedi 13                                                                               | Dimanche 14                                                            |
| ------------------------------------- | ---------------------------------------------------------------------------------------- | -------------------------------------------- | ---------------------------------------------- | --------------------------------------------------------------------------------------- | ---------------------------------------------------------------------- |
| Jean-Louis Foulquier                  | Izia, Claudio Capéo, Jean-Louis Aubert                                                   | Videoclub, Tsew the kid, Matt Pokora, Dadju  | Chilla, Vald, Ninho, Nekfeu                    | Lolo Zouaï, Roméo Elvis, Philippe Katerine, PNL, The Avener                             | Suzane, Alain Souchon, Catherine Ringer chante Les Rita Mitsouko, Mika |
| Grand Théâtre – La Coursive           |                                                                                          |                                              | Nicoletta, Salvatore Adamo, Marc Lavoine       | Cyril Mokaiesh, Stephan Eicher, Tim Dup, Vincent Delerm                                 | Jeanne Cherhal, Louis Chedid, Rufus Wainwright                         |
| Théâtre Verdière / CCAS – La Coursive | Siau, Kid Francescoli, P.R2B, Pomme                                                      | Feli Xita, Marie-Flore, Clara Ysé, Yael Naïm | Aurus, Blick Bassy, Fils Cara, Birds on a wire | Terrier, Victor Solf, Elia, Irma                                                        | Ian Caulfield, Les Amazones d'Afrique, Martin Luminet, Keren Ann       |
| Salle bleue – La Coursive             | Clips et rencontres avec la Sacem                                                        | Jeune Public                                 | Jeune Public                                   | Jeune Public                                                                            |                                                                        |
| La Sirène                             | Collectif DJ Rochelais, Luci Antunes, Zero Gravity, French 79, Kompromat, Oktober Lieber |                                              |                                                | Bandit Bandit, 7 Weeks, Dead Hippies, My own private Alaska, Brutus, Igorr, Perturbator |                                                                        |
| Rochelle Océan                        | Scène SCPP                                                                               | Sally                                        | Chorale Francofolies                           |                                                                                         |                                                                        |

Une opération Y'a des Francos dans l'air est toutefois animée du 10 au 14 juillet 2020[source insuffisante]. Les concerts sont gratuits, la jauge est limitée à 700 places pour les trois premières soirées, 1000 à 1200 pour la dernière, afin de pouvoir garantir le respect des contraintes sanitaires en vigueur. Les réservations étaient à retirer à l'office de tourisme et au bureau d’accueil installé sur place,.

## Édition 2021

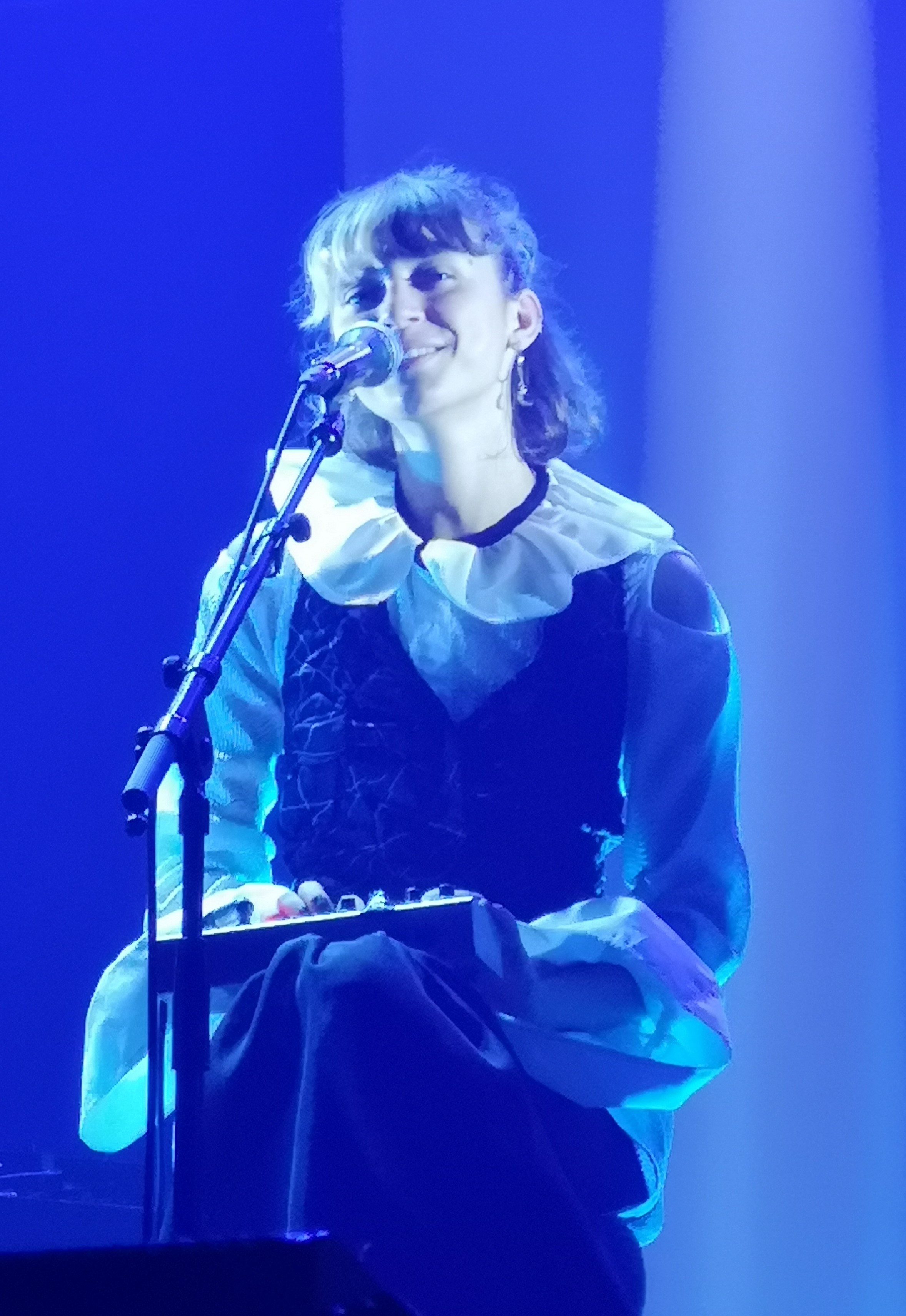
Pomme, Francofolies 2021

En 2021 la jauge de la grande scène a été limitée à 5 000 spectateurs, avant de retrouver sa capacité de 12 000 places en 2022.
Le Festival se déroule du 10 au 14 Juillet :
| Scènes                                | Samedi 10                                                                                   | Dimanche 11                                                                                                  | Lundi 12                                       | Mardi 13                                                                               | Mercredi 14                                                                              |
| ------------------------------------- | ------------------------------------------------------------------------------------------- | --- | ---------------------------------------------- | -------------------------------------------------------------------------------------- | ---------------------------------------------------------------------------------------- |
| Jean-Louis Foulquier                  | Noe Preszow, Ian Caulfield, Claudio Capéo, Grand Corps Malade, Fils Cara, Jean-Louis Aubert | Tsew the kid, Oscar Emch, Gaël Faye, Elia, Carte blanche à Vitaa & Slimane (avec Franglish, Anabel, Camille) | Jane Birkin, Francis Cabrel                    | Raphael, Clara Yse, Feu! Chatterton, Benjamin Biolay, Bonnie Banane, Philippe Katerine | Suzane, Alain Souchon, Bandit Bandit, Catherine Ringer chante Les Rita Mitsouko, Vianney |
| Grand Théâtre – La Coursive           | Tim Dup, Ben Mazué                                                                          | Miossec, Imany, Pomme                                                                                        | Nicoletta, Salvatore Adamo, Marc Lavoine       | Cyril Mokaiesh, Stephan Eicher                                                         | Jeanne Cherhal, Louis Chedid                                                             |
| Théâtre Verdière / CCAS – La Coursive | Martin Luminet, Kid Francescoli, Bonnie Banane, Yelle                                       | Fils Cara, Magenta, Elia, Yseult                                                                             | Aurus, Blick Bassy, Clara Yse, Birds on a wire | November Ultra, Victor Solf, Brö, Irma                                                 | Ussar, Rover, Chien Noir, Keren Ann                                                      |
| Salle bleue – La Coursive             | Allo Cosmos                                                                                 | Emoi & Moi                                                                                                   | Pascal Parisot                                 | Daniel Auteuil                                                                         | Daniel Auteuil                                                                           |
| Eglise Notre-Dame                     |                                                                                             | |                                                | Laurent Voulzy                                                                         |                                                                                          |
| La Sirène                             | Warm up DJ, Molécule, After DJ                                                              | |                                                | My Own Private Alaska, Igorrr                                                          |                                                                                          |
| Rochelle Océan                        |                                                                                             | Siau, Dirtsa, Ko Shin Moon                                                                                   | The Doug, Ian Caulfield, Lucie Antunes         | Lupo, J-Silk, Gisele Pape, Johnny Jane, Oscar Emch, Bandit Bandit                      | Nord, Terrier, P.R2B                                                                     |

## Édition 2022
En 2022, les Francofolies retrouvent une programmation un peu plus normale.
Le festival se déroule du 13 au 17 Juillet 2022 :
| Scènes                                | Mercredi 13                                                                          | Jeudi 14                                                 | Vendredi 15                                                                                                | Samedi 16                                                      | Dimanche 17                                                                |
| ------------------------------------- | ------------------------------------------------------------------------------------ | -------------------------------------------------------- | --- | -------------------------------------------------------------- | -------------------------------------------------------------------------- |
| Jean-Louis Foulquier                  | Annie Lalalove, Asaf Avidan, Château Forte, Gaetan Roussel, Mika, Ladaniva, Calogero | Poupie, Zaho de Sagazan, Hoshi, Juliette Armanet, Angèle | Ziak, Vald, Sabrina Bellaouel, SCH, Carte blanche à Booba (avec SDM, Green Montana, Elia, Gato Da Bato...) | Sopico, Romane, Lujipeka, Roméo Elvis, Zinée, Orelsan          | Malik Djoudi, Dutronc & Dutronc, Lonny, Julien Doré, Kalika, Clara Luciani |
| Grand Théâtre – La Coursive           | Meskerem Mees, Sofiane Pamart                                                        | Pierre Lapointe, Patrick Watson                          | Pauline Croze, Bernard Lavilliers                                                                          | Ours, François Morel, Hubert-Félix Thiéfaine, Unplugged        | Aldebert                                                                   |
| Théâtre Verdière / CCAS – La Coursive | Zaho De Sagazan, Fishbach, Coline Rio, Barbara Pravi                                 | PPJ, Marie-Flore, Château Forte, Mansfield.Tya           | Sabrina Bellaouel, Oklou, Gwendoline, Ez3kiel                                                              | Kalika, Terrenoire, Lonny, Emily Loizeau                       | Yndi, Iliona, Romane, Last Train                                           |
| Salle bleue – La Coursive             | Bobbie, Emma Peters                                                                  | Jean Guidoni                                             | Oh Yeah ! Oh Yeah !, Maud Lübeck, La Maison Tellier                                                        | Je suis comme ça, Gwennyn, Denez Prigent                       | Gérard Lanvin, Lisa Portelli, Florent Marchet Solo                         |
| Rochelle Océan                        | Baptiste W. Hamon, Aime Simone, Benjamin Epps                                        | Les Louanges, Ladaniva, Ichon                            | Bartleby Delicate, Charles, Maxwell Farrington & Le Superhomard                                            | Janie, Antoine Wielemans, Maya Kamaty                          | Zinée, Laura Cahen, Laeti                                                  |
| La Sirène                             | French 79, Nto, Gargäntua                                                            |                                                          | | Corrupt, Mars Red Sky, Hangman's Chair, Alcest, Carpenter Brut |                                                                            |
| Eglise Notre-Dame                     |                                                                                      |                                                          | Patrick Fiori                                                                                              |                                                                |                                                                            |

## Édition 2023
L'édition 2023 des Francofolies se déroule du 12 au 16 juillet 2023.
| Scènes                                | Mercredi 12                                        | Jeudi 13                                                                                  | Vendredi 14                                                        | Samedi 15                                                   | Dimanche 16                                                                   |
| ------------------------------------- | -------------------------------------------------- | ----------------------------------------------------------------------------------------- | ------------------------------------------------------------------ | ----------------------------------------------------------- | ----------------------------------------------------------------------------- |
| Jean-Louis Foulquier                  | Adé, Oete, Izïa, Claude, -M-, DJ Micka, Shaka Ponk | Biga Ranx, Annie .Adaa, Gazo, Lomepal, Fils Cara, Kungs                                   | Aime Simone, Nelick, Deluxe, Terrier, Disiz, DJ Snake              | Chilla, Yoa, Tiakola, Djadja & Dinaz, Soprano               | Pomme, Coline Rio, Matmatah, Martin Luminet, Michel Polnareff, Louise Attaque |
| Grand Théâtre – La Coursive           | Création Waxx "Declics"                            | Flavien Berger, Bertrand Belin                                                            | Cyril Mokaiesh, Renaud                                             | Frederic Zeitoun, Sheila, Renaud                            | Mentissa, Louane                                                              |
| Théâtre Verdière / CCAS – La Coursive | Hervé Vilard, Claude, Cali                         | Oete, Nicolas Maury, Lisa Ducasse, Emilie Simon                                           | Ada Oda, Star Féminine Band, Neniu, Daria Nelson & Mathias Malzieu | Yoa, November Ultra, Rallye, Mademoiselle K                 | Nelick, Pierre De Maere, Nina, Aurélie Saada                                  |
| Salle bleue – La Coursive             | Jeanne Rochette, Dabadie ou les choses de nos vies | Lewis Evans, Ange                                                                         | Contrebande, Gabi Hartmann                                         | Martin Luminet, Albin De La Simone                          | Pierre Guenard, Daniel Auteuil                                                |
| Rochelle Océan                        | Camilo, Matt Holubowski, Uzi Freyja, Glauque       | Camilo, Thierry Larose, Fils Cara, Voyou                                                  | Pierrot, Vincent C., Bulgarian Cartrader, San Salvador             | Pierrot, Annie .Adaa, Lucky Love, B.B. Jacques              |                                                                               |
| La Sirène                             |                                                    | Sunbather, Birds in row, Pleasing, Regarde les hommes tomber, Brutus, Perturbator, Sierra |                                                                    | DJ Sonanse, Social Dance, Di Bosco, Yuksek, Mezerg, Bagarre |                                                                               |

## Édition 2024
L'édition 2024 des Francofolies se déroule du 10 au 14 juillet 2024.
| Scènes                                | Mercredi 10                                                                                      | Jeudi 11                                                            | Vendredi 12 | Samedi 13                                               | Dimanche 14                                                        |
| ------------------------------------- | ------------------------------------------------------------------------------------------------ | ------------------------------------------------------------------- | --- | ------------------------------------------------------- | ------------------------------------------------------------------ |
| Jean-Louis Foulquier                  | Sting, Etienne Daho, Eddy De Pretto, Charlotte Cardin                                            | Patrick Bruel, Pascal Obispo, Grand Corps Malade, Santa, Ladaniva   | PLK, Josman, Zola, Vladimir Cauchemar, Bianca Costa                                                                                | Ninho, Bigflo & Oli, Luidji, Werenoi                    | Jean-Michel Jarre, Phoenix, Sofiane Pamart, Zaho De Sagazan, Hervé |
| Grand Théâtre – La Coursive           | Création Gaëtan Roussel "Eclect!Que"                                                             | Arthur Teboul et Baptiste Trotignon, Jeanne Added                   | Thomas Fersen, Solann, Damien Saez Solo                                                                                            | Alain Souchon, Jil Caplan                               | Hubert-Félix Thiéfaine                                             |
| Théâtre Verdière / CCAS – La Coursive | Chimène Badi chante Piaf, Alan Stivell, Anne Etchegoyen, Gwennyn, Francine Massiani, Patxi Garat | Alexandra Stréliski, Liv Oddman, Johan Papaconstantino, James Baker | Blick Bassy, Joanne Radao, Jacques, Nochka                                                                                         | Aliocha Schneider, Amalia, Clara Ysé, Arthur Fu Bandini | Black Sea Dahu, Poppy Fusée, Christian Olivier, Poudre Noire       |
| Salle bleue – La Coursive             | Alex Vizorek et Alex Beaupain, Nach                                                              | Elliott Murphy, Paris Lonestar Club                                 | Le Meilleur de Pascal Parisot, Claude Sicre, Hommage à Claude Nougaro : "Une voix six cordes"(avec Louis Winsberg et Yvan Cujious) | Kas Product, Edith Nylon                                | Nicolas Peyrac, Hildebrandt                                        |
| La Sirène                             |                                                                                                  |                                                                     | Amenra, Hint, Slift, Psychonaut, Grandma's Ashes, Ditter                                                                           |                                                         | Carte Blanche à Yamê (avec Aupinard...)                            |
| Rochelle Océan                        | La Caravane Passe, Visceral, Swing, DJ Set                                                       | Komodrag & The Mounodor, Johnny Jane, Nemo, DJ Set                  | Jan Verstraeten, Aleksand Saya, Ariane Roy, DJ Set                                                                                 | Puggy, Chien Noir, Loverman, DJ Set                     | Chorale des Francofolies, Boum Okoo                                |